# Ingo Rasper
Ingo Rasper (* 7. Juli 1974 in Hildesheim) ist ein deutscher Regisseur und Drehbuchautor.

## Leben
Nach Abitur und Ausbildung zum Tischler begann Rasper 1999 das Regiestudium an der Filmakademie Baden-Württemberg in Ludwigsburg, das er 2005 beendete. Während des Studiums entstanden die Kurzfilme Irregular (1999), Vor dem Essen (2000), Rübergemacht (2001), Dufte (2002), Das Grüne im Himmel (2003), Mensch Maxi (2004) sowie Neuschwanstein Conspiracy (2005). Sein Spielfilmdebüt gab Rasper 2007 mit der SWR-Koproduktion Reine Geschmacksache (in Österreich Fashion Victims). Für diesen Film schrieb Rasper das Drehbuch gemeinsam mit Tom Streuber. Die Regie führte Rasper auch bei dem im Oktober 2010 in der ARD ausgestrahlten SWR-Fernsehfilm Ein Praktikant fürs Leben. Ebenfalls in der ARD wurde 2013 der Film BlitzBlank gesendet. 2014 lief seine Komödie Zu mir oder zu dir? in der ZDF-Reihe „Herzkino“. Im Oktober 2015 zeigte die ARD die unter seiner Regie gedrehte Tragikomödie Besuch für Emma.
Rasper lebt in Berlin.

## Filmografie (Auswahl)
- 2007: Reine Geschmacksache (Kinofilm)
- 2010: Ein Praktikant fürs Leben (Fernsehfilm)
- 2012: Vatertage – Opa über Nacht (Kinofilm)
- 2013: BlitzBlank (Fernsehfilm)
- 2014: Zu mir oder zu dir? (Fernsehfilm, Komödie)
- 2015: Besuch für Emma (Fernsehfilm, Tragikomödie)
- 2016: Hilfe, wir sind offline! (Fernsehfilm)
- 2016: Die Kinder meines Bruders (Fernsehfilm)
- 2017: Ich will (k)ein Kind von Dir (Fernsehfilm)
- 2018: Zimmer mit Stall – Ab in die Berge (Fernsehreihe)
- 2019: Gloria, die schönste Kuh meiner Schwester (Fernsehfilm)
- 2019: Meine Nachbarn mit dem dicken Hund (Fernsehfilm)
- 2021: Liebe ist unberechenbar (Fernsehfilm)
- 2021: Nord bei Nordwest – Ho Ho Ho!
- 2022: Lehrer kann jeder! (Fernsehfilm)
- 2023: Sterben ist auch keine Lösung (Fernsehfilm)
- 2023: Winterwalzer (Fernsehfilm)